# 툰 선박 운하

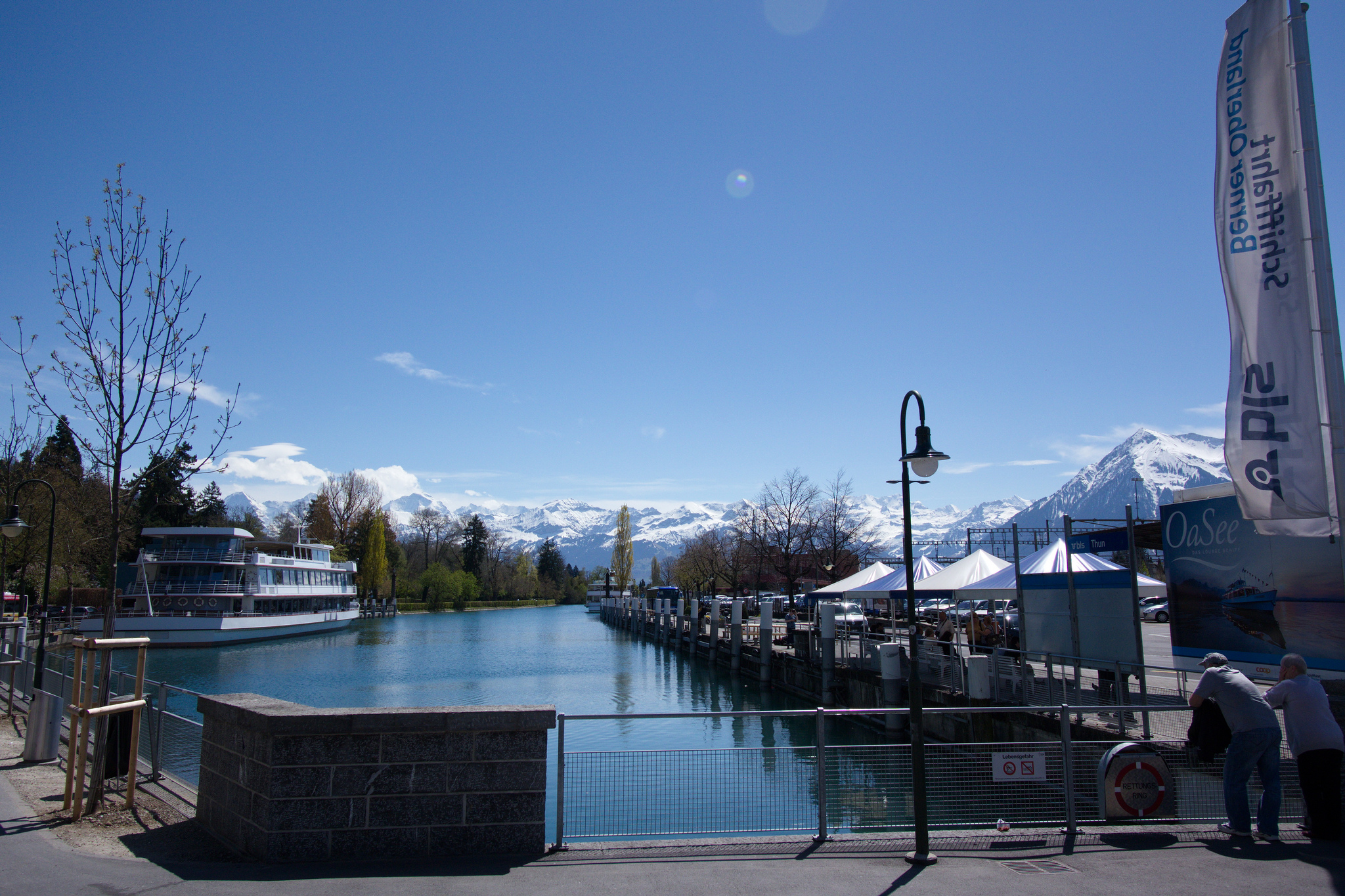
툰 선박 운하

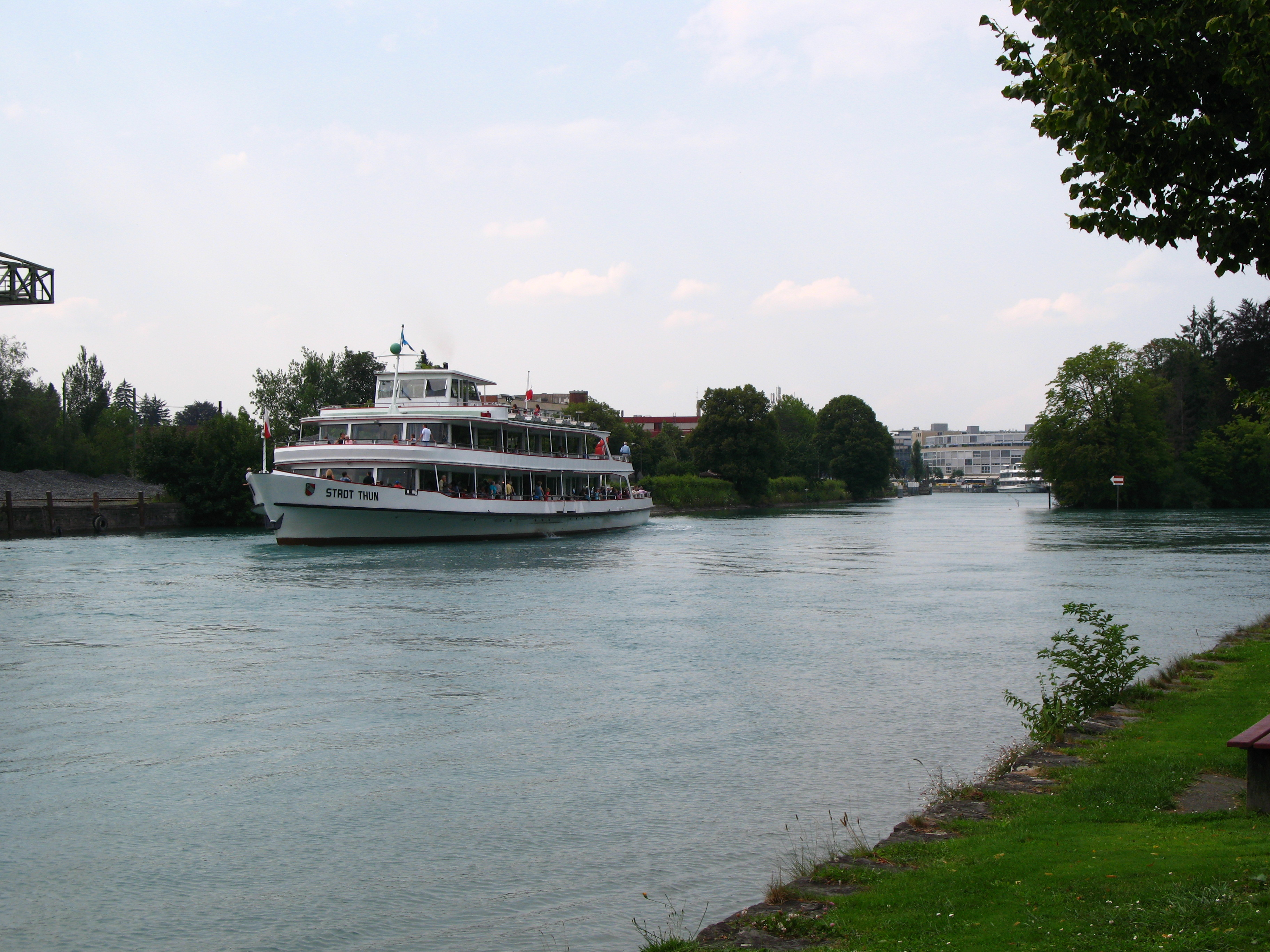
선박 운하를 떠나는 BLS 여객선 Stadt Thun

툰 선박 운하(Thuner Schiffskanal)는 스위스 베른주의 500m 길이의 운하이다. 비슷한 길이의 아레강의 항해 가능한 범위와 함께 툰역에 인접한 툰 마을의 부두와 툰 호수를 연결한다.
운하는 호수에서 운송 서비스를 제공하여 마을에 서비스를 제공하고 철도 서비스와 연결할 수 있다. BLS AG의 툰 호수 여객선에서 여전히 정기적으로 사용하고 있다.

## 역사
툰 호수의 운송 서비스는 호수의 양쪽 끝에 있는 툰과 인터라켄 마을을 연결하기 위해 최초의 증기선이 도입된 최소 1834년으로 거슬러 올라간다. 원래 증기선은 셔츨리겐에 정박했으며 1861년에는 베른-툰 철도 노선이 그곳의 터미널까지 확장되었다.
1923년에 셔츨리겐의 역은 툰의 역과 합병되어 새로운 중앙역이 탄생했다. 2년 후인 1925년에는 기차와 선박의 연결을 유지하기 위해 선박 운하가 건설되었다.